# 삼보 (제도)
삼보(三輔)는 전한의 수도에 해당하는 장안과 장안 일대 주변을 일컫는 말로, 오늘날의 수도권 개념이다.

## 개요
고제가 한나라를 건국하였을 때, 심복들은 고향과 가까운 낙양(雒陽)을 수도로 삼기를 원하였으나, 유경·장량의 진언으로 장안이 선정되었다. 이후 흉노에 대항하기 위하여 6국의 자손과 호걸·명문가를 관중으로 이주시킴으로써 장안이 상대적으로 강화되었다.
삼보의 통치는 본래 내사가 맡았는데, 경제 전2년(기원전 155년)에 좌내사·우내사로 나뉘었다. 이때에는 두 내사가 관중 전역을 공동 통치하였으나, 건원 6년(기원전 135년)에 관중을 둘로 나누어 따로 통치하게 되었다. 태초 원년(기원전 104년)에는 경조윤·우부풍·좌풍익으로 다시 나뉨과 동시에 좌내사를 좌풍익으로, 우내사를 경조윤으로 고쳤고, 주작중위(主爵中尉)를 우부풍으로 개편하여 지방 행정을 맡겼다. 이렇게 신설된 경조윤·우부풍·좌풍익 3개 지역과, 이곳을 다스리는 동명의 장관을 '삼보'라고 불렀다.
한편 장안 주변에는 황릉 등의 능묘가 조성되고, 능묘 유지와 장안의 인구 분산을 위하여 호족·고관들이 이곳으로 이주되었는데, 이곳을 능읍(陵邑)이라 하였다. 능읍은 태상의 관리를 받아, 삼보에는 호족·명문가가 많이 살았다.
삼보가 설치된 관중에는 한나라 각지에서 몰려든 사람들이 살았기 때문에, 풍속이 뒤섞여 다스리기가 어려운 지역이었다. 때문에 무제 때에는 가혹한 관리가 삼보를 다스리는 경우가 많았으나, 선제 때부터 사회구조 변화 및 유가 사상의 확산으로 어진 관리가 임용되었다. 정화 4년(기원전 89년)에는 삼보 및 주변지역을 감찰하는 사례교위가 신설되었고, 영광 4년(기원전 40년)에는 능읍의 관할권이 태상에서 삼보로 넘어감으로써 실질적으로 폐지되는 등의 개혁이 이루어졌다. 원시 4년(4년)에는 삼보가 분할되어 전휘광·후승렬이 신설되었다.
삼보에 하동군·하남군·하내군을 추가한 육보(六輔)라는 개념도 있었다.